# Jacques Machet
Pour les articles homonymes, voir Machet.
Jacques Machet est un homme politique français né le 16 décembre 1923 à Jonchery-sur-Suippe et mort le 5 février 2015  à Jonchery-sur-Suippe.

## Détail des fonctions et des mandats
Mandats parlementaires
- 25 septembre 1983 - 27 septembre 1992 : Sénateur de la Marne
- 27 septembre 1992 - 30 septembre 2001 : Sénateur de la Marne